# Kite Meranggun
Kite Meranggun is een bestuurslaag in het regentschap Aceh Tenggara van de provincie Atjeh, Indonesië. Kite Meranggun telt 348 inwoners (volkstelling 2010).